# M0n0wall

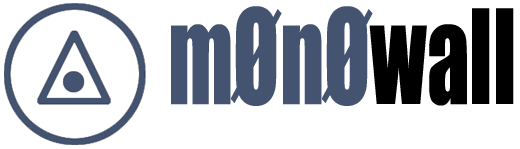
Logo

M0n0wall é um projeto que visa criar um pacote de software firewall, que quando utilizado juntamente com um PC forneça todas as características de um Firewall embutido comercial. Baseado no sistema operacional FreeBSD. Ele fornece uma pequena imagem, que pode ser gravada em uma memória flash ou em CD-ROM além de disco rígidos. A versão para IBM-PC pode ser executada via Live CD necessitando de um disquete para armazenar dados de configuração, ou em uma Memória Flash conectada a interface IDE. Isso elimina a necessidade de um disco rígido, o que reduz os ruídos e calor.
m0n0wall possui uma interface web escrita em PHP, para as configurações de funcionamento do firewall, podendo ser utilizada inclusive via internet, e um interface em modo texto para configurações básicas. Todas as configurações do sistema são armazenadas em um único arquivo XML texto para manter as coisas transparentes. M0n0wall é provavelmente o primeiro sistema UNIX que tem as configurações de boot feitos com PHP, em vez dos habituais shells scripts.
Algumas funções do m0n0wall são:
- Filtro de pacotes firewall
- IPsec e PPTP VPNs
- NAT Interno e externo
- portal Captive
- Traffic shaper
- Filtragem de portas Interno e externo.
- Suporte para 802.1q VLANs compatíveis.
- Multiplos endereços IPs nas portas da LAN e da WAN.
- Roteamento

## Incluido em Produtos Comerciais
m0n0wall é usado em muitas plataformas de hardware comercial, incluindo Netgate e Logic Supply.

## Derivados
- pfSense - versão melhorada do m0n0wall.
- FreeNAS - Network-Attached Storage distribção que usa FreeBSD 6 e a interface web do m0n0wall.
- AskoziaPBX - Sistema PBX que usa Asterisk para IAX e SIP.